# Micha'el Melchi'or
Micha'el Melchi'or (hebrejsky מיכאל מלכיאור‎, * 31. ledna 1954 Kodaň) je izraelský rabín, politik a bývalý poslanec Knesetu za stranu Mejmad.

## Biografie
Narodil se v Kodani v Dánsku a v roce 1986 přesídlil do Izraele. Je rabínem.

## Politická dráha
Působil jako vrchní rabín Norska, byl mezinárodním ředitelem Nadace Elieho Wiesela. V Jeruzalému vedl vlastní kongregaci. Od roku 1995 je předsedou strany Mejmad.
V izraelském parlamentu zasedl poprvé po volbách do Knesetu v roce 1999, ve kterých kandidoval za stranu Jeden Izrael, která byla koalicí sdružující Izraelskou stranu práce, stranu Gešer a stranu Mejmad, jíž předsedal Melchi'or. Mejmad byla levicovou ale nábožensky orientovanou formací. V letech 1999–2001 zastával Melchi'or post ministra sociálních záležitostí a diaspory. V letech 2001–2002 za vlády Ariela Šarona byl náměstkem ministra zahraničních věcí Izraele.
Mandát obhájil i ve volbách do Knesetu v roce 2003, kdy opět kandidoval se svou stranou Mejmad v koalici se Stranou práce (nyní již pod názvem kandidátky Strana práce-Mejmad). Ve funkčním období 2003–2006 působil jako předseda parlamentního výboru pro práva dětí a jako člen výboru pro imigraci, absorpci a záležitosti diaspory. Zasedal ve vyšetřovací komisi pro dohledání a restituci majetku obětí holokaustu. Znovu byl zvolen ve volbách do Knesetu v roce 2006. Působil pak ve výboru Knesetu pro televizi a rozhlas, výboru pro vědu a technologie, výboru pro práva dětí, výboru pro imigraci, absorpci a záležitosti diaspory a předsedal výboru pro vzdělávání, kulturu a sport. I v tomto volebním období zastával významné vládní posty. V období leden–červen 2005 to byl post náměstka ministra školství, kultury a sportu, od června do listopadu 2005 náměstka ministra sociálních věcí a diaspory.
Ve volbách do Knesetu v roce 2009 kandidoval Mejmad samostatně, respektive v koalici s Hnutím Zelených, ale nezískal potřebný počet hlasů pro přidělení mandátu v Knesetu.